# 順集
《順集》（日语：／ Shitaōshū */?）是日本平安時代歌人源順的家集，又稱《源順集》、《續小草內和歌》。根據國文學研究資料館的國書數據庫記載，家集至少有84本手抄本或刊本，均來自同一祖本。按《新編私家集大成》記載分為兩類七種，分別是第一類第一種的冷泉家時雨亭文庫藏資經本系、第二種的冷泉家時雨亭文庫藏素寂本系、第二類第一種的西本願寺本系、第二種的冷泉家時雨亭文庫藏坊門局筆本系、第三種的宮內廳書陵部藏《續小草內和歌》（書架編號501・49）、第四種的冷泉家時雨亭文庫藏《源朝臣順集》以及第五種的冷泉家時雨亭文庫藏《順集 白描封面本》。

## 第一類

### 第一種
屬於冷泉家時雨亭文庫藏資經本系的有冷泉家時雨亭文庫藏資經本、正保版歌仙家集、宮內廳書陵部藏本（書架編號501・272）、多和文庫藏本、京都大學藏本、靜嘉堂藏A本、靜嘉堂藏B本、內閣文庫藏本（書架編號201・433）、無窮會藏本、穗久邇文庫藏本、足立氏藏本、池田龜鑑藏本、京都女子大學藏本、東奧義塾高等學校藏本、彰考館藏本（書架編號巳5-06923）、有栖川宮家藏本、真田寶物館藏本、陽明文庫藏本、中田光子藏本和筑波大學藏本。此類收錄有232首和歌，其中第220首和第223首重複，按年代排序，與第二種的宮內廳書陵部藏御所本三十六人集（書架編510・12）相比，缺少第36首至第38首、第53首、第59首、第60首、第118首以及15首雙六盤歌（第201首至第215首）。
冷泉家時雨亭文庫藏資經本是長23厘米，寬15.2厘米的綴葉裝，封面左上角寫有「源順集」，料紙是白色的布紋楮紙，50頁著墨，一面十行，和歌一首兩行，詞書隔兩個空格書寫，卷末有源順的勘物以及奧書「永仁元九六日校了 藤原資經（花押）」，反映此版本書寫於永仁元年9月6日（1293年10月6日）。該勘物也見於宮內廳書陵部藏本（書架編號501・272）以及多和文庫藏本，其中宮內廳書陵部藏本（書架編號501・272）與資經本的正文雖然較為接近，不過由於資經本仍然有很多獨自的內容，因此推測宮內廳書陵部藏本（書架編號501・272）並非直接抄寫自資經本，相對地正保版歌仙家集則源於資經本，排除第120首至第139首的錯頁問題的話，兩者和歌的排序也相同。

### 第二種
屬於冷泉家時雨亭文庫藏素寂本系的有冷泉家時雨亭文庫藏素寂本以及宮內廳書陵部藏御所本三十六人集（書架編號510・12）。此類將本來按年代排序的天地歌、雙六盤歌以及規子內親王家歌合歌置於卷末。冷泉家時雨亭文庫藏素寂本收錄有239首和歌，為長14.8厘米，寬24.7厘米的紙捻袋綴，封面的外題寫有「順集」，封面背面則以變體假名寫有「順集」（したかふ），料紙是楮紙，31頁著墨，一面十六至十八行，和歌一首兩行，原則上以片假名書寫。正文結尾寫有「已上二百十四首」，推測是排除20首其他人的和歌以及15首雙六盤歌而來，卷末則有源順的勘物以及奧書「廿六 書本云 寶治三年己酉二月三日以法性寺少將雅平本書寫竟 文永十二年三月六日以靈山本書寫之 素寂 同日一校了」，反映此版本由素寂在文永12年3月6日（1275年4月3日）抄寫自靈山本，靈山本本身源於法性寺少將雅平在寶治3年2月3日（1249年3月18日）書寫的版本，「廿六」則是三十六人集的編號。
宮內廳書陵部藏御所本三十六人集（書架編號510・12）以冷泉家時雨亭文庫藏素寂本為祖本，收錄有237首和歌，為長24.7厘米，寬17.6厘米的列帖裝，封面是上藍下紫的鳥之子紙，左上以題簽寫有「順集廿三（朱）」，料紙是布紋鳥之子紙，一面十行，和歌按上下句分兩行，詞書隔兩三個空格，除了以平假名書寫外，勘物、奧書以至內容也與素寂本相同。相對於正保版歌仙家集，御所本缺少卷頭的兩首（即西本願寺本系的第2首和第3首）、兩首規子內親王家歌合歌（即西本願寺本系第134首和第155首以及素寂本第221首和第242首）以及卷末的兩首和。

## 第二類

### 第一種
- 西本願寺本
- 西本願寺本中的圍棋棋盤歌

屬於西本願寺本系的有西本願寺本、宮內廳書陵部藏《歌仙集》（書架編號511・2）、群書類從本、池田龜鑑藏中院通茂本、蓬左文庫藏本、豐前本、神宮文庫藏本、島田良二藏阿波國文庫舊藏本、醍醐本、宮內廳書陵部藏本（書架編號506・8）和京都女子大學藏飛鳥井雅章本。此類以西本願寺本為祖本，收錄有50首圍棋棋盤歌，為此類的獨有歌，其中群書類從本和豐前本雖然沒有收錄雙六盤歌和圍棋棋盤歌，不過群書類從本相對於同類的其他版本多收錄有其第52首、第94首（即素寂本第5首）、第215首（即素寂本第141首）、第227首和第228首（即御所本相對於正保版歌仙家集缺少的卷末兩首），除了第52首外，均推測增補自第一類第一種。
西本願寺本的料紙是唐紙、厚樣、打曇和墨流混合的紙，59頁著墨，四頁白紙，分別是第3頁正面、第32頁背面、第33頁正面和第63頁背面，至少缺失50首和歌，斷簡有糟色紙和岡寺切。一面行數不定，以十行最多，其次是九行、十一行、八行、十二行、七行和十三行，也有五行、十四行和十五行，雙六盤歌則橫跨四面，以直、橫和斜來逆向書寫，和歌大多分散來寫，只有極少量是一首兩或三行，以平假名混合草書寫成，詞書也是分散來寫，與和歌的位置相同或稍低。
宮內廳書陵部藏《歌仙集》（書架編號511・2）是《信明集》、《清正集》、《順集》、《興風集》和《元輔集》的合綴，為長26.5厘米，寬20.5厘米的袋綴，古代紫封面，其左上是寫有「謌仙集七」的題簽，書寫於江戶時代初期，一面十二行，和歌一行，詞書隔三個空格書寫。收錄於《歌仙集》內的《順集》抄寫自西本願寺本，總共有297首和歌，其中兩首雙六盤歌書寫得並不完整（第60首和第61首）。

### 第二種
屬於冷泉家時雨亭文庫藏坊門局筆本系的有冷泉家時雨亭文庫藏坊門局筆本和宮內廳書陵部藏《續小草內和歌》（書架編號501・143）。此類收錄有249首和歌，分為上下兩卷，雖然沒有收錄圍棋棋盤歌，但是收錄有第二類第一種沒有的兩首和歌（即素寂本第5首和第141首）。
冷泉家時雨亭文庫藏坊門局筆本是長22.2厘米，寬14.2厘米的綴葉裝，茶色牡丹蔓草紋銀絲織封面，中央部分是藤原定家書寫風格的「源順集」紙片，紙片長13.2厘米，寬3.1厘米，內題位於扉頁背面左方，寫有「續○草內和歌 源順」，第1頁右方則寫有「或本以之為下𡰳始」，第44頁背面和第45頁正面也寫有「續小草內和下𡰳始 源順」和「或本以為上𡰳始 有其理歟」，推測出自於定家手筆，前後襯頁均貼有金箔，料紙是薄雁皮紙。奧書是「這集定家卿大姊八條院坊門局之 真筆無疑上下𡰳之始其外所所 被加黃門筆尤可為證本者也 元和五年六月十日羽林郎藤（花押）」，根據《冷泉家時雨亭叢書》的說法，奧書反映冷泉為賴在元和5年6月10日（1619年7月20日）認證此版本出自於定家之姊坊門局的手筆。宮內廳書陵部藏《續小草內和歌》（書架編號501・143）以冷泉家時雨亭文庫藏坊門局筆本為祖本，和歌的排序一致，奧書也雖然相同，不過《私家集大成》指認證者是烏丸光廣。

### 第三種
宮內廳書陵部藏《續小草內和歌》（書架編號501・49）是宮內廳書陵部藏《續小草內和歌》（書架編號501・143）的上下卷倒轉版本，雖然同樣收錄有294首和歌，不過下卷沒有收錄規子內親王家歌合歌，相對地以「以他本自是奧入了」名義收錄有34首物名歌。另外，在永觀元年（983年）藤大納言障子歌的部分（第二類第一種的第259首至第267首）多收錄有兩首和歌，分別是第二類第一種第259首的前一首以及第二類第一種第260首的後一首，均為此版本的獨有歌，此版本也收錄有第二類第一種沒有的兩首和歌（即素寂本第5首和第141首），上卷卷末則增補有兩首和歌（即素寂本第37首和第38首）。相對於第二類第一種，此版本缺少第16首、第120首和第163首，第117首則僅有詞書。

### 第四種和第五種
第四種是冷泉家時雨亭文庫藏《源朝臣順集》，分為上下兩卷，上卷收錄有134首和歌，下卷為斷簡，僅有兩首，上卷為長16厘米，寬12.4厘米的綴葉裝，料紙是以槌敲打過的楮紙，外題在封面左上方，原本寫有「順上」，後來改成「順集上」，內題在第1頁背面的中央部分，分兩行寫有「從五位行源朝臣」和「順集上」（したかふ集上），推測書寫於鎌倉時代初期至中期。此版本的第8頁正面至第15頁背面以及第16頁正面至第23頁背面有錯頁的問題，兩者完全倒轉。
上卷相對於第二類第三種的上卷缺少6首，分別是第22首、第59首、第61首、第96首、第99首和第122首。下卷則長16厘米，寬12.8厘米，收錄的兩首和歌見於《好忠集》，為順百首的最後兩首（私家集大成編號582和583），由於這兩首和歌為沓冠歌，加上蘊含天干和方位的名稱，因此推測下卷原本可能收錄有順百首後半部分的特殊技巧歌。
第五種是冷泉家時雨亭文庫藏《順集 白描封面本》，收錄有129首和歌，推測書寫於鎌倉時代初期至中期，為長17.7厘米，寬15.7厘米的綴葉裝，封面是雁皮紙，撒有大大小小的銀箔，並且以白描繪有大和繪，封面是睹硯思慮的大小姐，封底則是與小孩玩耍的僧侶，33頁著墨。和歌與第二類第三種和第四種雖然幾乎一致，不過由於有錯頁，因此和歌的順序大相逕庭。

## 古筆
| 古筆 | 名稱          | 傳稱筆者          | 新編國歌大觀編號 | 收錄文獻 | 簡介 |
| ---- | ------------- | ----------------- | ---------------- | --- | --- |
|      | 岡寺切        | 藤原公任 藤原定信 | 141、142         | 青山莊清獎（青山荘清賞） 手鑑 夏蔭帖 根津美術館名品目錄 昭和五十三年十月                                                                                                 | 根津美術館的館藏，長19.5厘米，寬15厘米，深縹色料紙，撒有金銀砂子，並且以銀泥繪有鳥和折枝圖案，傳稱筆者雖然是藤原公任，不過推測是院政時期的作品。                                             |
|      | 岡寺切        | 藤原公任 藤原定信 | 144、145         | Isononami（いそのなみ） 古筆新選 書苑 月影帖 手鑑（てかゞみ） 手鑑「藻鹽草」 日本名跡叢刊 古筆大手鑑                                                                             | 收錄於手鑑「藻鹽草」內，為京都國立博物館的館藏，曾經是井上馨和古河家收藏品，書寫於平安時代，長19.6厘米，寬15.6厘米，料紙是淺蔥色雁皮紙，撒有金箔和銀箔，也有以金泥和銀泥繪成的花草和鳥圖案。 |
|      | 岡寺切        | 藤原公任          | 181、182         | 某家所藏品投標（某家所蔵品入札）（東京）某年十二月四日 月影帖 | 曾經是下條正雄和高田慎藏的收藏品，毀於關東大震災。 |
|      | 糟色紙        | 藤原公任 藤原定信 | 171、172         | 某家所藏品投標（某家所蔵品入札）（東京）大正六年三月八日 古筆新選 書苑 昭和名筆古鑑 千歲之友（千とせの友） 手鑑（てかゞみ） 手鑑 第一集 夏蔭帖 日本古筆名葉集 瑞穗帖 古筆大手鑑 日本之名筆（日本の名筆） | 根據《書苑》記載，當時是關戶守彥的收藏品。 |
|      | 糟色紙        | 藤原公任 藤原定信 | 173、174         | 昭和古筆名鑑 手鑑（てかゞみ） 日本名跡叢刊 古筆大手鑑 | 曾經是池田成彬的收藏品，《日本名跡叢刊》稱是個人收藏。 |
|      | 糟色紙        | 藤原公任          | 177、178         | Wakatake帖（わかたけ帖） | 曾經是帝國學士院的收藏品。 |
|      | 岡寺切        | 藤原定信          | 163              | 日本名跡叢刊 古筆大手鑑 | 收錄於手鑑「筆陣毫戰」內，為五島美術館的館藏，曾經是黑田家的收藏品。 |
|      | 岡寺切        | 藤原定信          | 164、165         | 濤花集 日本之名筆（日本の名筆） 日本名跡叢刊 | 收錄於鴻池家舊藏「手鑑」內，為大東急紀念文庫的收藏品。 |
|      | 岡寺切 糟色紙 | 藤原定信          | 166、167、168    | 日本名跡叢刊 | 收錄於白鶴美術館藏「手鑑」內，書寫於平安時代，長19.5厘米，寬15厘米，料紙是撒有金箔和銀箔的雁皮紙，一面十行，和歌一首三行，《古筆手鑑大成》稱其為岡寺切，日本名跡叢刊則指是糟色紙。           |
|      | 順集切        | 二條為氏          | 258、259         | 江州淺見家所藏品投標目錄（江州浅見家所蔵品入札目録）（京都）昭和三年九月二十四日 手鑑「花月」                                                                                          | 收錄於手鑑「花月」內，推測書寫於鎌倉時代，長23.1厘米，寬9.3厘米，料紙是雁皮紙，一面五行，和歌一首兩行，右下是寫有「為氏卿」的極札，推測是冷泉家時雨亭文庫藏坊門局筆本系的斷簡。              |

岡寺切或糟色紙均為西本願寺本的斷簡，岡寺切的名稱推測源於這些古筆相傳於岡寺而來，糟色紙的「糟」指紙碎，推測源於其料紙以名為破繼的手法拼揍而來，相對地岡寺切則沒有採用破繼的手法，色紙是指方形的紙片。傳稱筆者雖然是藤原公任或藤原定信，不過由於筆跡與有藤原定信署名的大字和漢朗詠抄切相同，因此與金澤本萬葉集、兼輔集切、西本願寺本中務集以及貫之集下石山切等同樣被認為是出自定信的手筆。

## 底本和影印版
| 版本                                              | 底本                                   | 影印版                 | 參考資料          |
| 第一類                                            | 第一類                                 | 第一類                 | 第一類            |
| ------------------------------------------------- | -------------------------------------- | ---------------------- | ----------------- |
| 正保版歌仙家集                                    | 合本三十六人集                         | —                      | [ 33 ]            |
| 冷泉家時雨亭文庫藏資經本                          | —                                      | 冷泉家時雨亭叢書       | [ 9 ]             |
| 冷泉家時雨亭文庫藏素寂本                          | 新編私家集大成                         | 冷泉家時雨亭叢書       | [ 4 ] [ 10 ]      |
| 宮內廳書陵部藏御所本三十六人集（書架編號510・12） | 私家集大成                             | —                      | [ 8 ]             |
| 第二類                                            |                                        |                        |                   |
| 西本願寺本                                        | 西本願寺本三十六人集精成               | 西本願寺本三十六人家集 | [ 1 ]             |
| 宮內廳書陵部藏歌仙集（書架編號511・2）            | 私家集大成 新編國歌大觀 新編私家集大成 | —                      | [ 8 ] [ 7 ] [ 4 ] |
| 冷泉家時雨亭文庫藏坊門局筆本                      | —                                      | 冷泉家時雨亭叢書       | [ 12 ]            |
| 冷泉家時雨亭文庫藏源朝臣順集                      | —                                      | 冷泉家時雨亭叢書       | [ 14 ]            |
| 冷泉家時雨亭文庫藏順集白描封面本                  | —                                      | 冷泉家時雨亭叢書       | [ 14 ]            |

## 文化財
| 名稱                             | 名義                           | 所藏             | 指定日期      | 指定類型   | 參考資料                    |
| -------------------------------- | ------------------------------ | ---------------- | ------------- | ---------- | --------------------------- |
| 岡寺切                           | 手鑑「毫戰筆陣」二百五十七葉   | 五島美術館       | 1936年5月6日  | 重要文化財 | [ 34 ] [ 27 ]               |
| 順集                             | 三十六人家集                   | 本願寺           | 1951年6月9日  | 國寶       | [ 35 ] [ 36 ]               |
| 岡寺切                           | 手鑑「藻鹽草」（二百四十一葉） | 京都國立博物館   | 1952年3月29日 | 國寶       | [ 37 ] [ 20 ]               |
| 岡寺切                           | 手鑑（百三十九葉）             | 五島美術館       | 1953年3月31日 | 重要文化財 | [ 38 ] [ 27 ]               |
| 冷泉家時雨亭文庫藏資經本         | 私家集（色紙）                 | 冷泉家時雨亭文庫 | 1983年6月6日  | 重要文化財 | [ 39 ] [ 9 ]                |
| 冷泉家時雨亭文庫藏素寂本         | 私家集                         | 冷泉家時雨亭文庫 | 2002年6月26日 | 重要文化財 | [ 40 ] [ 10 ] [ 12 ] [ 14 ] |
| 冷泉家時雨亭文庫藏坊門局筆本     | 私家集                         | 冷泉家時雨亭文庫 | 2002年6月26日 | 重要文化財 | [ 40 ] [ 10 ] [ 12 ] [ 14 ] |
| 冷泉家時雨亭文庫藏源朝臣順集     | 私家集                         | 冷泉家時雨亭文庫 | 2002年6月26日 | 重要文化財 | [ 40 ] [ 10 ] [ 12 ] [ 14 ] |
| 冷泉家時雨亭文庫藏順集白描封面本 | 私家集                         | 冷泉家時雨亭文庫 | 2002年6月26日 | 重要文化財 | [ 40 ] [ 10 ] [ 12 ] [ 14 ] |

## 註解
1. ↑  物名歌是指蘊含有與語句本身無關物品的和歌，又稱隱題[13]。
2. ↑  僅有詞書[7]。
3. ↑  破繼是指將兩張紙以不規則的方式剪開，再拼揍起來的手法[31]。

## 外部連結
- . 國書數據庫 （日语）.
- . 國際日本文化研究中心和歌數據庫 （日语）.